# Jimeta
Jimeta ist eine Stadt im nördlichen Nigeria im Bundesstaat Adamawa und gehört zu der Zwillingsstadt Yola-Jimeta. Die ältere der beiden Städte – Yola – liegt ca. neun Kilometer weiter südlich. Die Volkszählung 1991 ergab für Jimeta 141.000 Einwohner. Noch unter der Verwaltung der Fulani wurden die beiden Städte im Jahr 1935 zusammengeschlossen, Jimeta erhielt jedoch 1955 seinen Unabhängigkeitsstatus mit eigener Stadtverwaltung zurück.
Jimeta hat am Benue einen wichtigen Flusshafen, der in der Regenzeit (Mitte Juli bis Mitte Oktober) genügend Wasser führt, um auch tiefergehende Boote den Weg bis abwärts zum Niger für den Export zu ermöglichen. Diese Boote transportieren vor allem Roh-Erdnüsse und Baumwolle aus Kamerun sowie Häute und Felle aus dem unmittelbaren Hinterland. Kurzstreckenhandel geschieht auf dem Wasserwege überwiegend mit Lebensmittel und Vieh.